# Тайрукский пруд
Тайрукский пруд — искусственный водоём в городе Ишимбае, расположенный в его северной части, возле микрорайона Кусяпкулово. Находится на территории Тайрукского парка культуры и отдыха, возле Затайрукского лесопарка им. В. Н. Полякова. Является одним из двух искусственных сооружений на реке Тайрук (второе — Татьяновский пруд). Используется в летние годы для отдыха горожан и для садоводческих товариществ.

## История
Возведение Тайрукского пруда предусматривалось генеральным планом строительства города Ишимбая, согласно которому водоём должен был стать частью нового парка культуры и отдыха. Создан в 1959 году в результате запруживания реки Тайрук, вошёл в число первых и крупнейших городских искусственных водоёмов.

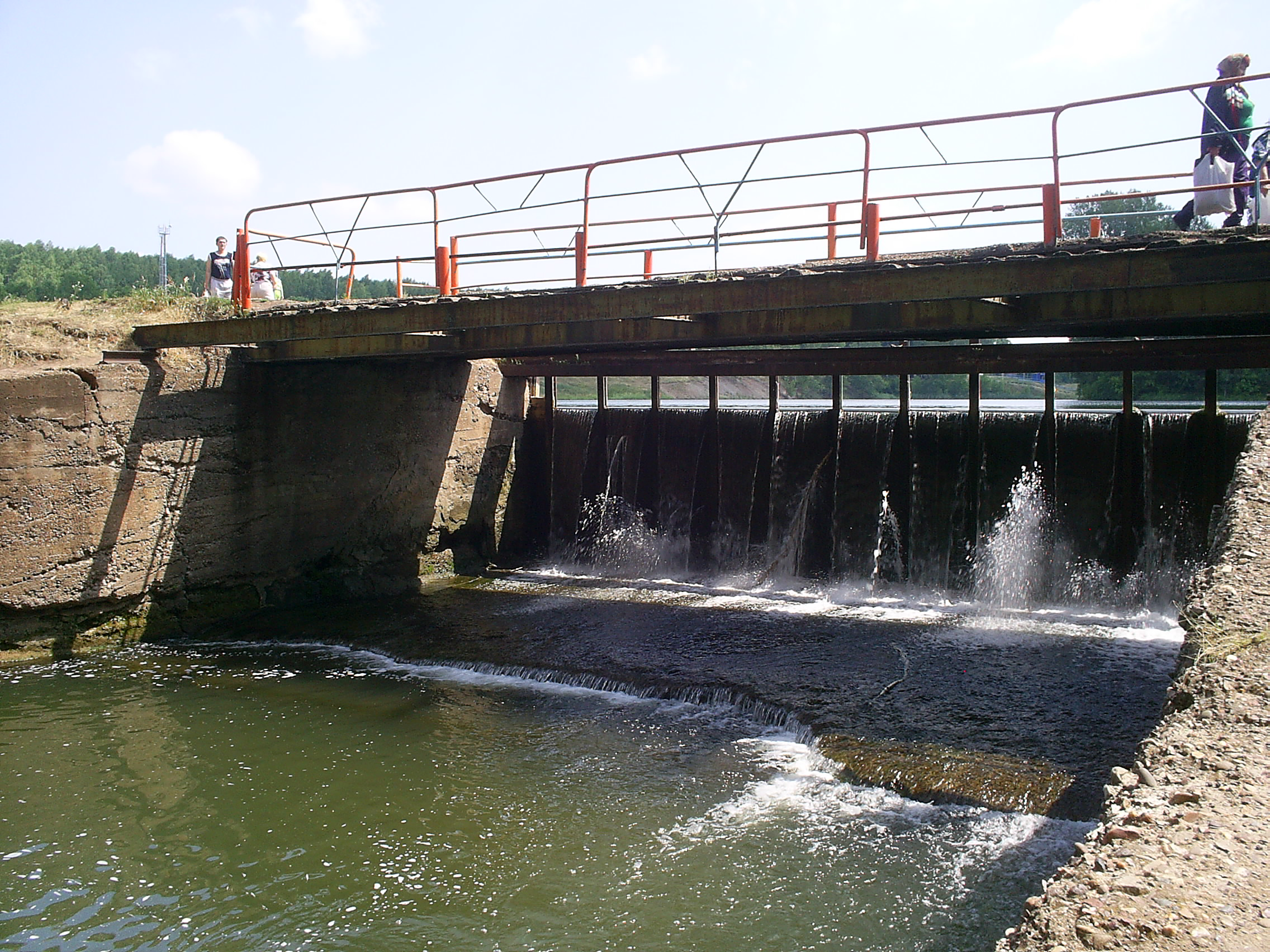
Плотина Тайрукского пруда

В 1970-х годах территорию с прудом и его окрестностями планировалось сделать центральным парком культуры и отдыха, а центральный парк культуры и отдыха им. А. М. Матросова должен был лишиться своего статуса.

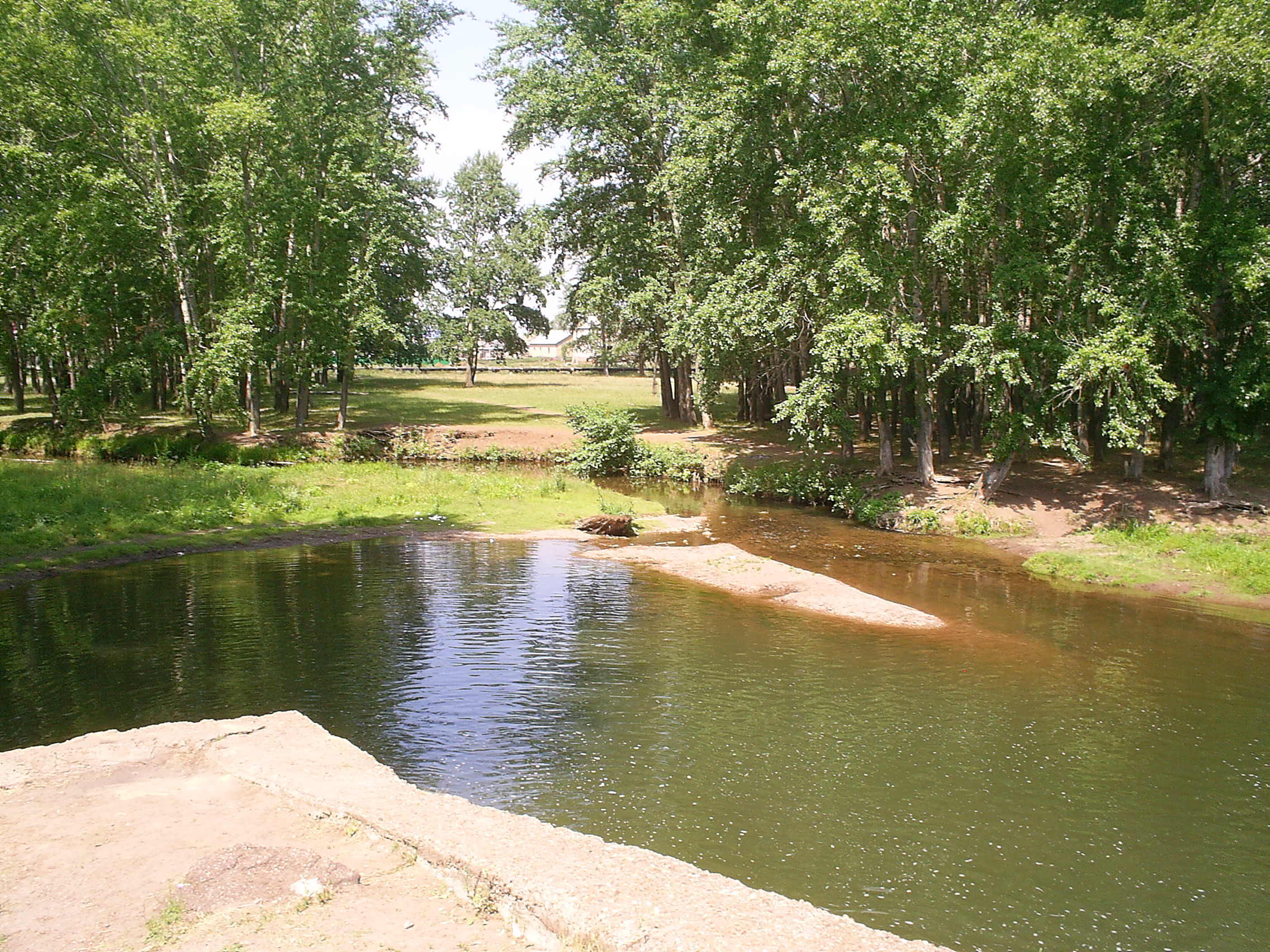
Река Тайрук сразу после водосброса воды плотины, 2009 г.

Ранее был одним из главных мест отдыха горожан. На полуострове размещалась лодочная станция, где предоставлялся прокат лодок и катамаранов. На пляжной зоне имелись веранды, раздевалки, торговый павильон, грибки, качели, питьевой фонтанчик, скамейки, урны и другие объекты. На территории детского лягушатника стояла горка, с другой стороны пляжа была вышка.
В 2002 году в пруду был открыт фонтан, который в последующие годы демонтировали. Долгое время водоём находился в бесхозном состоянии.

## Описание
Пруд действует в летний период. Имеется плотина со шлюзом-регулятором, пляжная зона, остров.